# Thelma Todd
Thelma Todd (29. července 1906 Lawrence – 16. prosince 1935 Pacific Palisades) byla americká herečka.

## Život a kariéra
Narodila se ve městě Lawrence v Massachusetts a po dokončení střední školy zahájila studium na Lowell Normal School. V té době začala chodit na různé soutěže krásy a roku 1925 získala titul Miss Massachusetts. V té době jí objevil hollywoodský lovec talentů a stala se herečkou pro společnost Paramount. Zpočátku hrála malé role v různých němých snímcích, později hrála i větší role. V roce 1931 se romanticky zapletla s režisérem Rolandem Westem. V letech 1932 až 1934 byl jejím manželem filmový producent Pat DiCicco. Za svou bezmála desetiletou kariéru hrála v přibližně 120 filmech. Hrála například ve snímcích Mary Stevens, M.D., Horse Feathers a The Bohemian Girl. V srpnu 1934 si otevřela vlastní kavárnu v Pacific Palisades nazvanou Thelma Todd's Sidewalk Cafe. V prosinci 1934 byla nalezena mrtvá ve svém kabrioletu značky Lincoln v garáži herečky Jewel Carmen, jež byla manželkou Rolanda Westa. Její smrt byla porotou označena za sebevraždu – otravu oxidem uhelnatým. Ve skutečnosti však měla zlomený nos, dvě zlomená žebra a modřiny kolem krku. Má hvězdu na Hollywoodském chodníku slávy.